# Philodryas livida
Espèce
Synonymes
- Platyinion lividum Amaral, 1923

Statut de conservation UICN

 VU A2c : Vulnérable
Philodryas livida  est une espèce de serpents de la famille des Dipsadidae.

## Répartition et habitat
Cette espèce est endémique du Brésil. Elle se rencontre dans les États de São Paulo, du Paraná, du Mato Grosso et du Goiás. Elle vit principalement dans les prairies ouvertes et dans le cerrado.

## Description
L'holotype de Philodryas livida, un mâle adulte, mesure 730 mm dont 165 mm pour la queue. Cette espèce a la tête et le dos gris bleuâtre avec, généralement, des écailles au bord teinté de noir. Sa face ventrale est uniformément jaunâtre.

## Étymologie
Son nom d'espèce, dérivé du latin lividus, « livide, bleuâtre », lui a été donné en référence à sa livrée.

## Publication originale
- Amaral, 1923 : New genera and species of snakes. Proceedings of the New England Zoological Club, vol. 8, p. 85-105 (texte intégral).